# Inermoparmena besucheti
Inermoparmena besucheti – gatunek chrząszcza z rodziny kózkowatych i podrodziny zgrzypikowych. Jedyny przedstawiciel rodzaju Inermoparmena.

## Zasięg występowania
Gatunek ten występuje na Sri Lance.